# Llista de participants al Tour de França de 2006
En el Tour de França de 2006, 94a edició del Tour de França, hi van prendre part vint-i-un equips. Després de la revelació de l'Operació Port, els organitzadors van decidir no permetre la participació de l'Astana-Würth. Igualment a quatre ciclistes més no se'ls va deixar sortir per estar-hi involucrats: Ivan Basso (Team CSC), Jan Ullrich i Óscar Sevilla (T-Mobile Team) i Francisco Mancebo (AG2R Prévoyance).
Al final van sortir 176 ciclistes, dels quals van acabar la cursa 139.

## Llista de participants
Nota: R Abandona durant l'etapa, NP no inicia l'etapa, FT fora de control, EX expulsat, DSQ Desqualificat
| Discovery Channel Team | Discovery Channel Team | Discovery Channel Team | Phonak Hearing Systems         | Phonak Hearing Systems         | Phonak Hearing Systems         | Saunier Duval-Prodir | Saunier Duval-Prodir    | Saunier Duval-Prodir |
| ---------------------- | ---------------------- | ---------------------- | ------------------------------ | ------------------------------ | ------------------------------ | -------------------- | ----------------------- | -------------------- |
| 1                      | José Azevedo           | 18º                    | 71                             | Floyd Landis                   | DSQ                            | 141                  | Gilberto Simoni         | 59º                  |
| 2                      | Viatxeslav Iekímov     | 83º                    | 72                             | Bert Grabsch                   | 106º                           | 142                  | David Cañada            | R 14ª                |
| 3                      | George Hincapie        | 31º                    | 73                             | Robert Hunter                  | FT 19ª                         | 143                  | David de la Fuente      | 55º                  |
| 4                      | Egoi Martínez          | 41º                    | 74                             | Nicolas Jalabert               | 102º                           | 144                  | José Á. Gómez Marchante | R 17ª                |
| 5                      | Benjamín Noval         | R 12ª                  | 75                             | Miguel Á. Martín Perdiguero    | R 17ª                          | 145                  | Rubén Lobato            | 45°                  |
| 6                      | Pavel Padrnos          | 64º                    | 76                             | Axel Merckx                    | 30º                            | 146                  | David Millar            | 58º                  |
| 7                      | Iaroslav Popòvitx      | 24º                    | 77                             | Koos Moerenhout                | 61º                            | 147                  | Riccardo Riccò          | 97º                  |
| 8                      | José Luis Rubiera      | 91º                    | 78                             | Alexandre Moos                 | 96º                            | 148                  | Christophe Rinero       | 40º                  |
| 9                      | Paolo Savoldelli       | R 12ª                  | 79                             | Víctor Hugo Peña               | 121º                           | 149                  | Francisco Ventoso       | 77º                  |
| Team CSC               | Team CSC               | Team CSC               | Lampre-Fondital                | Lampre-Fondital                | Lampre-Fondital                | Française des Jeux   | Française des Jeux      | Française des Jeux   |
| 11                     | Bobby Julich           | R 7ª                   | 81                             | Damiano Cunego                 | 11º                            | 151                  | Sandy Casar             | 68º                  |
| 12                     | Giovanni Lombardi      | R 11ª                  | 82                             | Alessandro Ballan              | 66º                            | 152                  | Carlos Da Cruz          | 76º                  |
| 13                     | Stuart O'Grady         | 90°                    | 83                             | Daniele Bennati                | R 16ª                          | 153                  | Bernhard Eisel          | 107º                 |
| 14                     | Carlos Sastre          | 3º                     | 84                             | Marzio Bruseghin               | 19º                            | 154                  | Philippe Gilbert        | 109º                 |
| 15                     | Fränk Schleck          | 10º                    | 85                             | Salvatore Commesso             | 56º                            | 155                  | Sébastien Joly          | R 16ª                |
| 16                     | Christian Vande Velde  | 23º                    | 86                             | Daniele Righi                  | 108º                           | 156                  | Gustav Larsson          | 104º                 |
| 17                     | Jens Voigt             | 52º                    | 87                             | Paolo Tiralongo                | 69º                            | 157                  | Thomas Lövkvist         | 62º                  |
| 18                     | David Zabriskie        | 73º                    | 88                             | Tadej Valjavec                 | 16º                            | 158                  | Christophe Mengin       | 130º                 |
| 19                     | -                      | -                      | 89                             | Francisco Vila                 | 21º                            | 159                  | Benoît Vaugrenard       | 86º                  |
| T-Mobile Team          | T-Mobile Team          | T-Mobile Team          | Caisse d'Epargne-Illes Balears | Caisse d'Epargne-Illes Balears | Caisse d'Epargne-Illes Balears | Liquigas             | Liquigas                | Liquigas             |
| 21                     | Andreas Klöden         | 2º                     | 91                             | Alejandro Valverde             | R 3ª                           | 161                  | Danilo Di Luca          | NP 2ª                |
| 22                     | Giuseppe Guerini       | 25º                    | 92                             | David Arroyo                   | 20º                            | 162                  | Michael Albasini        | 117º                 |
| 23                     | Serhí Hontxar          | 51º                    | 93                             | Florent Brard                  | NP 20ª                         | 163                  | Magnus Bäckstedt        | R 14ª                |
| 24                     | Matthias Kessler       | 53º                    | 94                             | Isaac Gálvez                   | R 12ª                          | 164                  | Patrick Calcagni        | 128º                 |
| 25                     | Eddy Mazzoleni         | 26º                    | 95                             | José Vicente García            | 114º                           | 165                  | Kjell Carlström         | 131º                 |
| 26                     | Michael Rogers         | 9º                     | 96                             | Vladímir Karpets               | 29º                            | 166                  | Stefano Garzelli        | 54º                  |
| 27                     | Patrik Sinkewitz       | 22º                    | 97                             | Óscar Pereiro                  | 1º                             | 167                  | Matej Mugerli           | 118º                 |
| 28                     | -                      | -                      | 98                             | Nicolas Portal                 | 99º                            | 168                  | Luca Paolini            | 100º                 |
| 29                     | -                      | -                      | 99                             | Xabier Zandio                  | 32º                            | 169                  | Manuel Quinziato        | 79º                  |
| AG2R Prévoyance        | AG2R Prévoyance        | AG2R Prévoyance        | Quick Step-Innergetic          | Quick Step-Innergetic          | Quick Step-Innergetic          | Bouygues Télécom     | Bouygues Télécom        | Bouygues Télécom     |
| 31                     | Christophe Moreau      | 7º                     | 101                            | Tom Boonen                     | R 15ª                          | 171                  | Thomas Voeckler         | 88º                  |
| 32                     | José Luis Arrieta      | 27º                    | 102                            | Wilfried Cretskens             | R 11ª                          | 172                  | Walter Beneteau         | 110º                 |
| 33                     | Mikel Astarloza        | 35º                    | 103                            | Steven de Jongh                | R 16ª                          | 173                  | Laurent Brochard        | NP 10ª               |
| 34                     | Sylvain Calzati        | 33º                    | 104                            | Juan Manuel Gárate             | 71º                            | 174                  | Pierrick Fédrigo        | 28º                  |
| 35                     | Cyril Dessel           | 6º                     | 105                            | Filippo Pozzato                | 132º                           | 175                  | Anthony Geslin          | 87º                  |
| 36                     | Samuel Dumoulin        | 119º                   | 106                            | José Rujano                    | NP 17ª                         | 176                  | Laurent Lefèvre         | 37º                  |
| 37                     | Simon Gerrans          | 78º                    | 107                            | Bram Tankink                   | 93º                            | 177                  | Jérôme Pineau           | 82º                  |
| 38                     | Stéphane Goubert       | 36º                    | 108                            | Matteo Tosatto                 | 124º                           | 178                  | Didier Rous             | 72º                  |
| 39                     | -                      | -                      | 109                            | Cédric Vasseur                 | 94º                            | 179                  | Matthieu Sprick         | 50º                  |
| Team Gerolsteiner      | Team Gerolsteiner      | Team Gerolsteiner      | Crédit Agricole                | Crédit Agricole                | Crédit Agricole                | Team Milram          | Team Milram             | Team Milram          |
| 41                     | Levi Leipheimer        | 12º                    | 111                            | Pietro Caucchioli              | 15º                            | 181                  | Erik Zabel              | 85º                  |
| 42                     | Markus Fothen          | 14º                    | 112                            | Aleksandr Botxarov             | 48º                            | 182                  | Mirko Celestino         | R 14ª                |
| 43                     | David Kopp             | R 16ª                  | 113                            | Anthony Charteau               | 113º                           | 183                  | Ralf Grabsch            | 101º                 |
| 44                     | Sebastian Lang         | 65º                    | 114                            | Julian Dean                    | 127º                           | 184                  | Andrí Hrivko            | R 15ª                |
| 45                     | Ronny Scholz           | 95º                    | 115                            | Jimmy Engoulvent               | R 10ª                          | 185                  | Maksim Iglinski         | R 16ª                |
| 46                     | Georg Totschnig        | 46º                    | 116                            | Patrice Halgand                | 47º                            | 186                  | Christian Knees         | 103º                 |
| 47                     | Fabian Wegmann         | 67º                    | 117                            | Sébastien Hinault              | 112º                           | 187                  | Fabio Sacchi            | NP 6ª                |
| 48                     | Peter Wrolich          | 134º                   | 118                            | Thor Hushovd                   | 120º                           | 188                  | Björn Schröder          | 80º                  |
| 49                     | Beat Zberg             | R 15ª                  | 119                            | Christophe Le Mével            | 75º                            | 189                  | Marco Velo              | 98º                  |
| Rabobank               | Rabobank               | Rabobank               | Euskaltel-Euskadi              | Euskaltel-Euskadi              | Euskaltel-Euskadi              | Agritubel            | Agritubel               | Agritubel            |
| 51                     | Denís Ménxov           | 5º                     | 121                            | Iban Mayo                      | R 11ª                          | 191                  | Juan Miguel Mercado     | R 17ª                |
| 52                     | Michael Boogerd        | 13º                    | 122                            | Iker Camaño                    | 34º                            | 192                  | Manuel Calvente         | 89º                  |
| 53                     | Bram de Groot          | R 15ª                  | 123                            | Unai Etxebarria                | 126º                           | 193                  | Cédric Coutouly         | 133º                 |
| 54                     | Erik Dekker            | R 3ª                   | 124                            | Aitor Hernández                | 135º                           | 194                  | Moisés Dueñas           | 60º                  |
| 55                     | Juan Antonio Flecha    | 81º                    | 125                            | Iñaki Isasi                    | 70º                            | 195                  | Eduardo Gonzalo         | 116º                 |
| 56                     | Óscar Freire           | NP 18ª                 | 126                            | Iñigo Landaluze                | 49º                            | 196                  | Christophe Laurent      | 125º                 |
| 57                     | Joost Posthuma         | 84º                    | 127                            | David López García             | R 18ª                          | 197                  | José Alberto Martínez   | R 12ª                |
| 58                     | Michael Rasmussen      | 17º                    | 128                            | Gorka Verdugo                  | 74º                            | 198                  | Samuel Plouhinec        | R 12ª                |
| 59                     | Pieter Weening         | 92º                    | 129                            | Haimar Zubeldia                | 8º                             | 199                  | Benoît Salmon           | 38º                  |
| Davitamon-Lotto        | Davitamon-Lotto        | Davitamon-Lotto        | Cofidis                        | Cofidis                        | Cofidis                        |                      |                         |                      |
| 61                     | Cadel Evans            | 4º                     | 131                            | David Moncoutié                | 57º                            |                      |                         |                      |
| 62                     | Mario Aerts            | 105º                   | 132                            | Stéphane Augé                  | 122º                           |                      |                         |                      |
| 63                     | Christophe Brandt      | 39º                    | 133                            | Jimmy Casper                   | 137º                           |                      |                         |                      |
| 64                     | Christopher Horner     | 63º                    | 134                            | Sylvain Chavanel               | 44º                            |                      |                         |                      |
| 65                     | Robbie McEwen          | 115º                   | 135                            | Arnaud Coyot                   | 129º                           |                      |                         |                      |
| 66                     | Fred Rodriguez         | R 3ª                   | 136                            | Cristian Moreni                | 43º                            |                      |                         |                      |
| 67                     | Gert Steegmans         | 136º                   | 137                            | Iván Parra                     | 42º                            |                      |                         |                      |
| 68                     | Wim Vansevenant        | 138º                   | 138                            | Rik Verbrugghe                 | R 14ª                          |                      |                         |                      |
| 69                     | Johan Vansummeren      | 111º                   | 139                            | Bradley Wiggins                | 123º                           |                      |                         |                      |